# Jaya the Cat
Jaya the Cat est un groupe américain de punk rock, originaire de Boston.

## Histoire
Jaya The Cat est formé par Geoff Lagadec, Dave Smith et Ben Murphy. Leur premier album régulier, Basement Style, est enregistré à Boston. Il reçoit des critiques bienveillantes, mais n'attire guère l'attention en dehors de la région de Boston. Le groupe est nommé meilleur groupe de ska aux Boston Music Awards en raison de ses qualités live. Après l'arrivée en 2001 de David « The Germ » Germain comme batteur, qui avait auparavant joué avec Shadows Fall, le groupe commence à tourner aux États-Unis et en Europe.
L'album live Ernesto's Burning est enregistré et sorti en 2003. Après la sortie du deuxième album First Beer of a New Day, les deux membres fondateurs Dave Smith et Ben Murphy quittent le groupe. Les deux membres restants déménagent alors à Amsterdam. Par la suite, quelques musiciens néerlandais sont venus compléter le groupe. Jan Jaap « Jay » Onverwagt, Jeroen Kok (remplacé entre-temps par Johan van't Zand) et Jordi Newcastle deviennent bientôt des membres permanents de Jaya the Cat. 2007 voit la sortie du troisième album du groupe, More Late Night Transmissions With... En 2012, le quatrième album The New International Sound of Hedonism suit.
Le 10 septembre 2016, le guitariste Dino Memic quitte le groupe. L'ancien claviériste Karl Smith reprend alors la guitare et un nouveau claviériste, Christian Greevink, est recruté. En juin et juillet 2017, le groupe est en studio pour enregistrer son nouvel album A Good Day for the Damned, qui sort le 17 novembre 2017.

## Style musical et influences
Le groupe lui-même décrit son style musical comme « drunk rock reggae » et cite The Clash comme sa plus grande influence musicale.

## Discographie

### Albums studio
- 1999 : O'Farell (CD, auto-édition)
- 2001 : Basement Style (CD, Gold Circle)
- 2002 : First Beer of a New Day (CD, 4Tune)
- 2004 : Ernesto’s Burning (album live, Music Machine)
- 2007 : More Late Night Transmissions With… (I Scream Records)
- 2012 : The New International Sound of Hedonism (Bomber Music)
- 2017 : A Good Day for the Damned (CD, Bomber Music)

### Singles
- 2007 : Closing Time (CD-single, I Scream Records)
- 2012 : Here Come the DRUMS (CD-single, Bomber Music)